# 池上映画劇場
池上映画劇場（いけがみえいがげきじょう）は、かつて存在した日本の映画館である。第二次世界大戦後の1955年（昭和30年）、東京都大田区の池上駅のすぐ前に蔡火盛が新設・開館した。中央区銀座6丁目の宝石店「銀水堂」と同列経営の映画館として知られ、プロボクサー斎藤清作としてデビューする前のたこ八郎が上京後最初に勤めた同店から、同館に配転になったことでも知られる。1965年（昭和40年）には閉館した。

## 沿革
- 1955年 - 開館[1][7]
- 1965年 - 閉館[6][11]

## データ
- 所在地 : 東京都大田区池上徳持町72番地1号[1][3][4][5][6]
  - 現在の東京都大田区池上6丁目5番10号、跡地はマンション「アクスル池上」の位置[12][13][14]

北緯35度34分20秒 東経139度42分19秒 / 北緯35.57222度 東経139.70528度
- 経営 : 蔡火盛 （1955年[1] - 1965年[3][4][5][6]）
- 支配人 : 滝沢恵吉 （1955年[1] - 1965年[3][4][5][6]）
- 構造 : 木造一階建 [1][3][4][5][6]
- 観客定員数 : 320名（1956年[1]） ⇒ 389名（1961年[3]）

## 概要

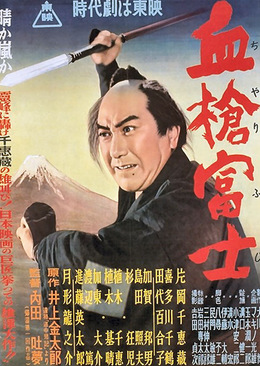
同館が開館した1955年（昭和30年）、同館の興行系統であった東映が配給した『血槍富士』（監督内田吐夢、2月27日公開）。

第二次世界大戦後の1955年（昭和30年）、東京都大田区池上徳持町72番地1号（現在の池上6丁目5番10号）、東急電鉄池上線池上駅のすぐ前の地に、蔡火盛が新設・開館した。同館の経営は蔡火盛の個人経営、支配人は滝沢恵吉、観客定員数320名、木造一階建の映画館であり、興行系統は東映系であった。池上駅は、蒲田駅から池上本門寺への参拝客を輸送する池上電気鉄道の終点として1922年（大正11年）10月6日に開通していたが、戦前においては同駅近辺に映画館はなく、同館が初めての映画館であった。同館を設立した蔡火盛は、同年、新橋駅のガード下に、ニュース映画・短篇映画の専門館として、新橋ニュース劇場（のちの新橋ロマン劇場、観客定員数88名、港区芝新橋3丁目6番地）を設立しており、同館の支配人の滝沢恵吉は、新橋の支配人も兼任した。
1958年（昭和33年）前後に、池上徳持町内に東映系専門館として池上東映（現在の池上7丁目1番11号、「ライオンズマンション池上駅前通り」の位置）が開館するころには、同館は大映および東宝の上映館に興行系統を変えているが、池上東映は数年で閉館、建物は市場に変わった。芦田均の遺した『芦田均日記』の1952年（昭和27年）1月から2月にかけて、小林博という人物が「池上の映画館開設」について、芦田に関係者を会せたり、紹介状を書くよう頼みに訪れているが、これらが同館設立の準備なのか、のちの池上東映だったのかについては記述はない。
笹崎ボクシングジムに入門、プロボクサー斎藤清作としてデビューする前年の1959年（昭和34年）3月、仙台の高校を卒業したたこ八郎（1940年 - 1985年）が、上京して初めて就職したのが宝石店「銀水堂」（中央区銀座6丁目）であった。「銀水堂」の経営者の蔡火欽は台湾出身で、1957年（昭和32年）6月までの時点では、同宝石店のほか港区芝田村町（現在の西新橋）に旅館を経営していたという。たこ八郎は、同店と同列経営であることから、その後この池上映画劇場に配転された。「支配人見習」とのことであったが、他館との掛け持ち上映を行うため、上映用プリントを自転車で運ぶ仕事をさせられたという。たこ八郎が同館に勤務したのはわずかな期間であり、転職を繰り返して同年暮れにはジム入り、1960年（昭和32年）9月にはプロデビューした。同館の経営者である蔡火盛、蔡火欽の両名は、1968年（昭和43年・民國57年）に台湾・彰化県彰化市の国民小学である彰化県立中山国民小学に図書館を寄贈しており、1991年（平成3年・民國80年）7月22日、同校に「校友蔡火欽獎學金」を設立した人物として記録されている。
1965年（昭和40年）には閉館した。跡地には1984年（昭和59年）11月にマンション「アクスル池上」（5階建）が竣工し、現在に至る（2022年6月）。かつて同町内に存在した池上東映の跡地に「ライオンズマンション池上駅前通り」が建ったのは、1986年（昭和61年）11月であった。同館の開館から閉館まで支配人を務めた滝沢恵吉は、3館体制になった新橋ニュース劇場・新橋文化劇場・新橋第三劇場の支配人に専念した。